# Danh sách giải thưởng và đề cử của Lady Gaga
Lady Gaga là một ca sĩ-nhạc sĩ nhạc pop người Hoa Kỳ. Album phòng thu đầu tiên của cô mang tên The Fame được hãng thu âm Interscope Records phát hành vào tháng 8 năm 2008. Album này đã tạo nên một chuỗi các ca khúc hit của cô, mà nổi bật là đĩa đơn đầu tiên Just Dance đã được đề cử giải Grammy ở hạng mục Thu âm nhạc Dance xuất sắc nhất. Ca khúc tiếp theo được trích từ The Fame: Poker Face tiếp tục giành vị trí quán quân hầu hết các bảng xếp hạng trên toàn thế giới và được đề cử cho một số giải Grammy trong đó có Bài hát của năm, Thu âm của năm và chiến thắng ở hạng mục Thu âm nhạc Dance xuất sắc nhất vào năm 2010.
The Fame cũng giành được rất nhiều giải thưởng và đề cử, album được đề cử giải Grammy cho Album của năm và chiến thắng ở hạng mục album nhạc điện tử xuất sắc nhất. Ngoài ra, với hai ca khúc khác trong album The Fame là LoveGame và Paparazzi cũng giúp cô nhận được thêm nhiều đề cử khác. Tổng cộng, cô nhận được 189 giải và 424 đề cử.

## Giải thưởng Âm nhạc Mĩ
Giải thưởng Âm nhạc Mĩ (American Music Awards, gọi tắt là AMAs) là một giải thưởng thường niên được tổ chức lần đầu vào năm 1973 bởi Dick Clark. Đây là giải thưởng thường được tổ chức gần kề với các lễ trao giải khác như Grammy và MTV Video Music Awards. Lady Gaga đã có 9 đề cử ở lễ trao giải này và giành được một giải thưởng.
| Năm  | Đề cử / Tác phẩm | Giải thưởng                                 | Kết quả   |
| ---- | ---------------- | ------------------------------------------- | --------- |
| 2009 | Lady Gaga        | Nghệ sĩ của năm                             | Đề cử     |
| 2009 | Lady Gaga        | Nghệ sĩ mới xuất sắc nhất                   | Đề cử     |
| 2009 | Lady Gaga        | Nữ nghệ sĩ nhạc Pop/Rock được ưa thích nhất | Đề cử     |
| 2009 | The Fame         | Album nhạc Pop/Rock được ưa thích nhất      | Đề cử     |
| 2010 | Lady Gaga        | Nghệ sĩ của năm                             | Đề cử     |
| 2010 | Lady Gaga        | Nữ nghệ sĩ nhạc Pop/Rock được ưa thích nhất | Đoạt giải |
| 2011 | Lady Gaga        | Nghệ sĩ của năm                             | Đề cử     |
| 2011 | Lady Gaga        | Nữ nghệ sĩ nhạc Pop/Rock được ưa thích nhất | Đề cử     |
| 2011 | Born This Way    | Album nhạc Pop/Rock được ưa thích nhất      | Đề cử     |

## Giải thưởng Âm nhạc ARIA
| Năm  | Đề cử / Tác phẩm | Giải thưởng                          | Kết quả |
| ---- | ---------------- | ------------------------------------ | ------- |
| 2010 | Lady Gaga        | Nghệ sĩ nổi tiếng nhất trên toàn cầu | Đề cử   |
| 2011 | Lady Gaga        | Nghệ sĩ nổi tiếng nhất trên toàn cầu | Đề cử   |

## Giải thưởng ASCAP
| Năm  | Đề cử / Tác phẩm                         | Giải thưởng                       | Kết quả   |
| ---- | ---------------------------------------- | --------------------------------- | --------- |
| 2010 | "Just Dance" (hợp tác với Colby O'Donis) | Ca khúc được biểu diễn nhiều nhất | Đoạt giải |
| 2010 | "Paparazzi"                              | Ca khúc được biểu diễn nhiều nhất | Đoạt giải |
| 2011 | "Telephone" (hợp tác với Beyoncé)        | Ca khúc được biểu diễn nhiều nhất | Đoạt giải |
| 2012 | "Born This Way"                          | Ca khúc được biểu diễn nhiều nhất | Đoạt giải |
| 2012 | "Marry the Night"                        | Ca khúc được biểu diễn nhiều nhất | Đoạt giải |
| 2012 | "The Edge of Glory"                      | Ca khúc được biểu diễn nhiều nhất | Đoạt giải |

## Giải ASSOS
| Năm  | Đề cử / Tác phẩm  | Giải thưởng   | Kết quả   |
| ---- | ----------------- | ------------- | --------- |
| 2012 | "Marry the Night" | Top 5 bài hát | Đoạt giải |
| 2012 | Born This Way     | Top 5 album   | Đoạt giải |

## Giải thưởng BAMBI
| Năm  | Đề cử / Tác phẩm | Giải thưởng              | Kết quả   |
| ---- | ---------------- | ------------------------ | --------- |
| 2011 | Lady Gaga        | Nghệ sĩ nhạc Pop quốc tế | Đoạt giải |

## Giải BET
| Năm  | Đề cử / Tác phẩm            | Giải thưởng                   | Kết quả   |
| ---- | --------------------------- | ----------------------------- | --------- |
| 2010 | "Video Phone" (với Beyoncé) | Video của năm                 | Đoạt giải |
| 2010 | "Video Phone" (với Beyoncé) | Ca khúc hợp tác xuất sắc nhất | Đoạt giải |
| 2011 | Lady Gaga                   | Nghệ sĩ nhiều fan nhất        | Đề cử     |

## Các giải Billboard
Vào tháng 10/2009, Lady Gaga đã được tạp chí Billboard vinh danh với danh hiệu Ngôi sao mới nổi. Sau đó cô lại được nhận thêm vinh dự đó một lần nữa khi nhận giải thưởng khác là Người phụ nữ của năm.

### Giải thưởng xếp hạng Billboard cuối năm
Giải thưởng âm nhạc Billboard đã không được tiến hành từ năm 2007 nhưng những người chiến thắng sẽ được công bố vào cuối năm như là một biểu tượng âm nhạc trong năm đó. Vào năm 2009, 2010 và 2011, Lady Gaga được đề cử ở 16 hạng mục khác nhau và giành cả 16 giải ở bảng xếp hạng cuối năm này.
| Năm  | Đề cử / Tác phẩm | Giải thưởng                         | Kết quả   |
| ---- | ---------------- | ----------------------------------- | --------- |
| 2009 | Lady Gaga        | Nghệ sĩ mới xuất sắc nhất           | Đoạt giải |
| 2009 | Lady Gaga        | Nghệ sĩ nhạc kĩ thuật số hàng đầu   | Đoạt giải |
| 2009 | Lady Gaga        | Nghệ sĩ nhạc Pop hàng đầu           | Đoạt giải |
| 2009 | Lady Gaga        | Top 100 nghệ sĩ hàng đầu Canada     | Đoạt giải |
| 2009 | Lady Gaga        | Nghệ sĩ nhạc điện tử/dance hàng đầu | Đoạt giải |
| 2009 | The Fame         | Album nhạc điện tử/dance hàng đầu   | Đoạt giải |
| 2009 | The Fame         | Top 100 album châu Âu               | Đoạt giải |
| 2009 | "Poker Face"     | Top 100 bài hát châu Âu             | Đoạt giải |
| 2010 | Lady Gaga        | Nghệ sĩ hàng đầu                    | Đoạt giải |
| 2010 | Lady Gaga        | Nghệ sĩ nhạc điện tử/dance hàng đầu | Đoạt giải |
| 2010 | Lady Gaga        | Nữ nghệ sĩ hàng đầu                 | Đoạt giải |
| 2010 | The Fame Monster | Album nhạc điện tử/dance hàng đầu   | Đoạt giải |
| 2010 | The Fame Monster | Top 100 album châu Âu               | Đoạt giải |
| 2010 | "Bad Romance"    | Top 100 bài hát châu Âu             | Đoạt giải |
| 2011 | Lady Gaga        | Nghệ sĩ nhạc điện tử/dance hàng đầu | Đoạt giải |
| 2011 | Born This Way    | Album nhạc điện tử/dance hàng đầu   | Đoạt giải |

### Giải âm nhạc Billboard
| Năm  | Đề cử / Tác phẩm   | Giải thưởng                            | Kết quả   |
| ---- | ------------------ | -------------------------------------- | --------- |
| 2011 | Lady Gaga          | Nghệ sĩ xuất sắc nhất                  | Đề cử     |
| 2011 | Lady Gaga          | Nghệ sĩ lưu diễn xuất sắc nhất         | Đề cử     |
| 2011 | Lady Gaga          | Nghệ sĩ xuất sắc nhất                  | Đề cử     |
| 2011 | Lady Gaga          | Nghệ sĩ nhạc kĩ thuật số xuất sắc nhất | Đề cử     |
| 2011 | Lady Gaga          | Nữ nghệ sĩ xuất sắc nhất               | Đề cử     |
| 2011 | Lady Gaga          | Nghệ sĩ nhạc Pop xuất sắc nhất         | Đoạt giải |
| 2011 | Lady Gaga          | Nghệ sĩ nhạc Dance xuất sắc nhất       | Đoạt giải |
| 2011 | Lady Gaga          | Nghệ sĩ có nhiều fan nhất              | Đề cử     |
| 2011 | "The Fame"         | Album nhạc điện tử xuất sắc nhất       | Đoạt giải |
| 2011 | "The Fame"         | Album nhạc Pop xuất sắc nhất           | Đề cử     |
| 2011 | "Bad Romance"      | Ca khúc nhạc Dance xuất sắc nhất       | Đề cử     |
| 2011 | "Bad Romance"      | Ca khúc xuất sắc nhất (Video)          | Đề cử     |
| 2011 | "Telephone"        | Ca khúc nhạc Dance xuất sắc nhất       | Đề cử     |
| 2011 | "The Fame Monster" | Album nhạc điện tử xuất sắc nhất       | Đề cử     |
| 2011 | "The Remix"        | Album nhạc điện tử xuất sắc nhất       | Đề cử     |

### Giải thưởng âm nhạc Latin Billboard
| Năm  | Đề cử / Tác phẩm | Giải thưởng          | Kết quả   |
| ---- | ---------------- | -------------------- | --------- |
| 2010 | Lady Gaga        | Nghệ sĩ của năm      | Đề cử     |
| 2010 | Lady Gaga        | Nghệ sĩ Solo của năm | Đoạt giải |
| 2011 | Lady Gaga        | Nghệ sĩ của năm      | Đề cử     |
| 2011 | Lady Gaga        | Nữ nghệ sĩ của năm   | Đề cử     |

### Giải thưởng lưu diễn Billboard
| Năm  | Đề cử / Tác phẩm | Giải thưởng                 | Kết quả   |
| ---- | ---------------- | --------------------------- | --------- |
| 2010 | Lady Gaga        | Nghệ sĩ đột phá             | Đoạt giải |
| 2010 | Lady Gaga        | Giải quảng bá và thương mại | Đoạt giải |

## Giải thưởng BMI
| Năm  | Đề cử / Tác phẩm                         | Giải thưởng                | Kết quả   |
| ---- | ---------------------------------------- | -------------------------- | --------- |
| 2010 | "Just Dance" (hợp tác với Colby O'Donis) | Ca khúc hay nhất           | Đoạt giải |
| 2010 | "Poker Face"                             | Ca khúc hay nhất           | Đoạt giải |
| 2010 | "LoveGame"                               | Ca khúc hay nhất           | Đoạt giải |
| 2011 | "Paparazzi"                              | Ca khúc hay nhất           | Đoạt giải |
| 2011 | "Bad Romance"                            | Ca khúc hay nhất           | Đoạt giải |
| 2011 | "Telephone" (hợp tác với Beyoncé)        | Ca khúc hay nhất           | Đoạt giải |
| 2011 | "Alejandro"                              | Ca khúc hay nhất           | Đoạt giải |
| 2011 | Lady Gaga                                | Người viết bài hát của năm | Đoạt giải |

## Giải thưởng Âm nhạc Brit
| Năm  | Đề cử / Tác phẩm | Giải thưởng                           | Kết quả   |
| ---- | ---------------- | ------------------------------------- | --------- |
| 2010 | Lady Gaga        | Nữ nghệ sĩ Solo quốc tế xuất sắc nhất | Đoạt giải |
| 2010 | Lady Gaga        | Nghệ sĩ đột phá nhất                  | Đoạt giải |
| 2010 | The Fame         | Album quốc tế hay nhất                | Đoạt giải |
| 2012 | Lady Gaga        | Nữ nghệ sĩ Solo quốc tế xuất sắc nhất | Đề cử     |

## Giải thưởng Thời trang CFDA
| Năm  | Đề cử / Tác phẩm | Giải thưởng                   | Kết quả   |
| ---- | ---------------- | ----------------------------- | --------- |
| 2011 | Lady Gaga        | Biểu tượng thời trang của năm | Đoạt giải |

## Giải thưởng âm nhạc của kênh [V] tại Thái Lan
"Giải thưởng âm nhạc của kênh [V] tại Thái Lan" được tổ chức lần đầu vào năm 2002 bởi kênh âm nhạc [V] Thái Lan. Lady Gaga đã nhận được 3 giải thưởng trong tổng số 3 đề cử.
| Năm  | Đề cử / Tác phẩm | Giải thưởng               | Kết quả   |
| ---- | ---------------- | ------------------------- | --------- |
| 2009 | Lady Gaga        | Nghệ sĩ xuất sắc nhất     | Đoạt giải |
| 2009 | Lady Gaga        | Nghệ sĩ mới xuất sắc nhất | Đoạt giải |
| 2009 | "Poker Face"     | Video âm nhạc quốc tế     | Đoạt giải |

## Giải thưởng Echo
| Năm  | Đề cử / Tác phẩm | Giải thưởng               | Kết quả   |
| ---- | ---------------- | ------------------------- | --------- |
| 2010 | Lady Gaga        | Nữ nghệ sĩ quốc tế        | Đoạt giải |
| 2010 | Lady Gaga        | Nghệ sĩ mới xuất sắc nhất | Đoạt giải |
| 2010 | The Fame         | Album quốc tế của năm     | Đề cử     |
| 2010 | "Poker Face"     | Ca khúc quốc tế của năm   | Đoạt giải |
| 2012 | Lady Gaga        | Nữ nghệ sĩ quốc tế        | Đề cử     |

## Giải Emma-gaala
Giải thưởng Emma (tiếng Phần Lan là Emma-gaala) là một giải thưởng âm nhạc Thụy Điển. Lady Gaga được đề cử vào năm 2011 và năm 2012, trong đó, đề cử năm 2012 chưa được công bố.
| Năm  | Đề cử / Tác phẩm | Giải thưởng                | Kết quả   |
| ---- | ---------------- | -------------------------- | --------- |
| 2010 | Lady Gaga        | Nghệ sĩ nước ngoài của năm | Đề cử     |
| 2012 | Lady Gaga        | Nghệ sĩ nước ngoài của năm | Đoạt giải |

## Giải Emmy
Giải Emmy (thường gọi là Emmy) là giải thưởng danh giá nhất trong lĩnh vực truyền hình, giống như giải Oscar trong điện ảnh và giải Grammy trong âm nhạc. Lady Gaga đã thắng 1 giải Emmy vào năm 2011.
| Năm  | Đề cử / Tác phẩm                                                   | Giải thưởng                          | Kết quả   |
| ---- | ------------------------------------------------------------------ | ------------------------------------ | --------- |
| 2011 | Lady Gaga Presents The Monster Ball Tour: At Madison Square Garden | Các ấn phẩm Âm nhạc và Hài kịch khác | Đoạt giải |

## Giải thưởng Âm nhạc ESKA
"Giải thưởng âm nhạc ESKA" là lễ trao giải được tổ chức hằng năm tại Ba Lan bởi Polish radio station ESKA. Lady Gaga đã nhận được hai giải thưởng trên tổng số hai đề cử. Đây cũng là giải thưởng âm nhạc đầu tiên trong sự nghiệp âm nhạc của cô.
| Năm  | Đề cử / Tác phẩm | Giải thưởng                   | Kết quả   |
| ---- | ---------------- | ----------------------------- | --------- |
| 2009 | Lady Gaga        | Nghệ sĩ mới xuất sắc nhất     | Đoạt giải |
| 2011 | Lady Gaga        | Nghệ sĩ quốc tế xuất sắc nhất | Đoạt giải |

## Giải thưởng GLAAD
|  |  |  |  |
|  |  |  |  |
|  |  |  |  |

## Giải thưởng Grammy
Lễ trao giải Grammy là lễ trao giải hằng năm được tổ chức bởi "Hiệp hôi thu âm âm nhạc Mỹ" và là một giải thưởng được tổ chức bởi "Viện thu âm nghệ thuật và khoa học quốc gia" của Hoa Kỳ cho những thành tựu xuất sắc trong ngành công nghiệp thu âm. Lễ trao giải thường có các màn trình diễn của các nghệ sĩ nổi tiếng. Chủ tịch hiện nay của viện hàn lâm là Neil Portnow. Giải Grammy được coi là giải thưởng danh giá nhất trong lĩnh vực âm nhạc, tương đương với giải Oscar trong lĩnh vực điện ảnh.
Lễ trao giải thưởng Grammy được diễn ra thường vào tháng 2. Lễ trao giải lần thứ 49 tổ chức ngày 11 tháng 2 năm 2007 tại Stapes Center ở Los Angeles, California. Lễ trao giải Grammy lần thứ 50 tổ chức vào 10 tháng 2 năm 2008, vẫn tại Stapes Center. Các đề cử được thông báo từ 6 tháng 12 năm 2007. Đến nay, 2022, Lady Gaga đã giành được 13 giải thưởng trên tổng số 34 đề cử.
|  |  |  |  |
|  |  |  |  |
|  |  |  |  |

## Giải thưởng nhạc dance quốc tế
Lễ trao "Giải thưởng nhạc dance quốc tế" được thành lập vào năm 1985. Nó là một phần của Hội nghị âm nhạc mùa đông, một sự kiện âm nhạc điện tử được tổ chức hàng năm trong khoảng thời gian suốt một tuần. Lady Gaga đã nhận được 6 giải thưởng trên tổng số 10 đề cử và còn 3 đề cử chưa được công bố.
| Năm  | Đề cử / Tác phẩm                                | Giải thưởng                      | Kết quả   |
| ---- | ----------------------------------------------- | -------------------------------- | --------- |
| 2009 | Lady Gaga                                       | Nghệ sĩ solo đột phá nhất        | Đoạt giải |
| 2009 | "Just Dance" (có sự tham gia của Colby O'Donis) | Ca khúc nhạc dance xuất sắc nhất | Đoạt giải |
| 2009 | "Just Dance" (có sự tham gia của Colby O'Donis) | Video âm nhạc xuất sắc nhất      | Đề cử     |
| 2010 | Lady Gaga                                       | Nghệ sĩ solo xuất sắc nhất       | Đề cử     |
| 2010 | The Fame Monster                                | Album xuất sắc nhất              | Đề cử     |
| 2010 | "Bad Romance"                                   | Video âm nhạc xuất sắc nhất      | Đoạt giải |
| 2010 | "Bad Romance"                                   | Ca khúc nhạc dance xuất sắc nhất | Đề cử     |
| 2011 | Lady Gaga                                       | Nghệ sĩ solo xuất sắc nhất       | Đoạt giải |
| 2011 | "Telephone"                                     | Video âm nhạc xuất sắc nhất      | Đoạt giải |
| 2011 | "Alejandro"                                     | Ca khúc nhạc dance xuất sắc nhất | Đoạt giải |
| 2012 | Lady Gaga                                       | Nghệ sĩ solo xuất sắc nhất       | Đề cử     |
| 2012 | "Judas"                                         | Video âm nhạc xuất sắc nhất      | Đề cử     |
| 2012 | "Born This Way"                                 | Ca khúc nhạc dance xuất sắc nhất | Đề cử     |

## Giải thưởng đĩa vàng Nhật Bản
Giải thưởng đĩa vàng Nhật Bản là một buổi lễ trao giải âm nhạc được tổ chức hàng năm tại Nhật Bản. Những nghệ sĩ thắng cuộc đều dựa theo doanh số tiêu thụ album và đĩa đơn được cung cấp bởi Hiệp hội Công nghiệp ghi âm của Nhật Bản (RIAJ). Gaga đã nhận được 7 đề cử và cô chiến thắng ở cả bảy hạng mục này.
| Năm                       | Đề cử / Tác phẩm       | Giải thưởng                       | Kết quả   |
| ------------------------- | ---------------------- | --------------------------------- | --------- |
| 2010                      | Lady Gaga              | Nghệ sĩ quốc tế mới xuất sắc nhất | Đoạt giải |
| Nghệ sĩ mới xuất sắc nhất | Lady Gaga              | Đoạt giải                         |           |
| 2011                      | Lady Gaga              | Nghệ sĩ của năm                   | Đoạt giải |
| 2012                      | Lady Gaga              | Nghệ sĩ của ănm                   | Đoạt giải |
| Born This Way             | Album của năm          | Đoạt giải                         |           |
| Born This Way             | Album miền Tây của năm | Đoạt giải                         |           |
| "Born This Way"           | Ca khúc của năm        | Đoạt giải                         |           |

## Giải JUNO
| Năm  | Đề cử / Tác phẩm | Giải thưởng           | Kết quả |
| ---- | ---------------- | --------------------- | ------- |
| 2012 | Born This Way    | Album quốc tế của năm | Đề cử   |

## Giải Los Premios 40 Principales
| Năm  | Đề cử / Tác phẩm | Giải thưởng                   | Kết quả   |
| ---- | ---------------- | ----------------------------- | --------- |
| 2009 | "Poker Face"     | Ca khúc quốc tế xuất sắc nhất | Đề cử     |
| 2010 | Lady Gaga        | Diễn xuất xuất sắc nhất       | Đoạt giải |
| 2010 | "Bad Romance"    | Ca khúc quốc tế xuất sắc nhất | Đoạt giải |

## Giải thưởng MOBO
Giải thưởng MOBO (viết tắt âm nhạc của từ Black Origin) được thành lập vào năm 1996 bởi Kanya King. Lễ trao giải được tổ chức hàng năm tại Vương quốc Anh để công nhận các nghệ sĩ của bất kỳ chủng tộc hay quốc tịch nào biểu diễn âm nhạc khi có nguồn gốc từ người da đen. Lady Gaga được đề cử một lần.
| Năm  | Đề cử / Tác phẩm | Giải thưởng             | Kết quả |
| ---- | ---------------- | ----------------------- | ------- |
| 2009 | Lady Gaga        | Diễn xuất xuất sắc nhất | Đề cử   |

## Giải thưởng MTV

### Giải Los Premios MTV Latinoamérica
Los Premios MTV Latinoamérica là một giải thưởng phiên bản của người Mỹ Latinh bắt nguồn từ giải thưởng MTV Video Music Awards. Lễ trao giải được thành lập vào năm 2002 để kỷ niệm những video âm nhạc trong năm từ những nghệ sĩ Mỹ Latinh và thế giới. Lady Gaga đã giành được 2 giải trên tổng số 4 đề cử.
| Năm  | Đề cử / Tác phẩm | Giải thưởng                    | Kết quả   |
| ---- | ---------------- | ------------------------------ | --------- |
| 2009 | Lady Gaga        | Nghệ sĩ nhạc pop xuất sắc nhất | Đề cử     |
| 2009 | Lady Gaga        | Nghệ sĩ xuất sắc nhất          | Đoạt giải |
| 2009 | "Poker Face"     | Ca khúc của năm                | Đoạt giải |
| 2009 | "Poker Face"     | Nhạc chuông hay nhất           | Đề cử     |

### Giải thưởng MTV Australia
Giải thưởng MTV Australia là một lễ trao giải âm nhạc được thành lập vào năm 2005 tại Australia. Lady Gaga được đề cử hai lần.
| Năm  | Đề cử / Tác phẩm | Giải thưởng                   | Kết quả |
| ---- | ---------------- | ----------------------------- | ------- |
| 2009 | Lady Gaga        | Nghệ sĩ đột phá xuất sắc nhất | Đề cử   |
| 2009 | "Poker Face"     | Video âm nhạc xuất sắc nhất   | Đề cử   |

### Giải thưởng MTV Brazil
| Năm  | Đề cử / Tác phẩm | Giải thưởng     | Kết quả   |
| ---- | ---------------- | --------------- | --------- |
| 2009 | Lady Gaga        | Nghệ sĩ của năm | Đề cử     |
| 2010 | Lady Gaga        | Nghệ sĩ của năm | Đề cử     |
| 2011 | Lady Gaga        | Nghệ sĩ của năm | Đoạt giải |

### Giải thưởng MTV châu Âu
Giải thưởng MTV châu Âu (MTV Europe Music Awards, gọi tắt là EMAs) là một lễ trao giải âm nhạc được thành lập vào năm 1994 bởi "MTV Networks Europe" để chào mừng kỉ niệm về những video âm nhạc phổ biến nhất ở Châu Âu. Lady Gaga giành được 8 giải thưởng trên tổng số 17 đề cử.
| Năm  | Đề cử / Tác phẩm                  | Giải thưởng                       | Kết quả   |
| ---- | --------------------------------- | --------------------------------- | --------- |
| 2009 | Lady Gaga                         | Nghệ sĩ mới xuất sắc nhất         | Đoạt giải |
| 2009 | Lady Gaga                         | Người phụ nữ xuất sắc nhất        | Đề cử     |
| 2009 | Lady Gaga                         | Trình diễn xuất sắc nhất          | Đề cử     |
| 2009 | Lady Gaga                         | Biểu diễn trực tiếp xuất sắc nhất | Đề cử     |
| 2009 | "Poker Face"                      | Ca khúc xuất sắc nhất             | Đề cử     |
| 2010 | Lady Gaga                         | Người phụ nữ xuất sắc nhất        | Đoạt giải |
| 2010 | Lady Gaga                         | Biểu diễn trực tiếp xuất sắc nhất | Đề cử     |
| 2010 | Lady Gaga                         | Giọng ca pop xuất sắc nhất        | Đoạt giải |
| 2010 | "Bad Romance"                     | Ca khúc xuất sắc nhất             | Đoạt giải |
| 2010 | "Telephone" (hợp tác với Beyoncé) | Video xuất sắc nhất               | Đề cử     |
| 2011 | Lady Gaga                         | Người phụ nữ xuất sắc nhất        | Đoạt giải |
| 2011 | Lady Gaga                         | Biểu diễn trực tiếp xuất sắc nhất | Đề cử     |
| 2011 | Lady Gaga                         | Trình diễn xuất sắc nhất          | Đề cử     |
| 2011 | Lady Gaga                         | Giọng ca pop xuất sắc nhất        | Đề cử     |
| 2011 | Lady Gaga                         | Nghệ sĩ nhiều fan nhất            | Đoạt giải |
| 2011 | "Born This Way"                   | Ca khúc xuất sắc nhất             | Đoạt giải |
| 2011 | "Born This Way"                   | Video xuất sắc nhất               | Đoạt giải |
| 2012 | Lady Gaga                         | Biểu diễn trực tiếp xuất sắc nhát | Đề cử     |
| 2012 | Lady Gaga                         | Nghệ sĩ nhiều fan nhất            | Đề cử     |
| 2012 | "Marry the Night"                 | Video xuất sắc nhất               | Đề cử     |

### Giải thưởng MTV Nhật Bản
| Năm  | Đề cử / Tác phẩm | Giải thưởng                      | Kết quả   |
| ---- | ---------------- | -------------------------------- | --------- |
| 2010 | "Poker Face"     | Video của năm                    | Đề cử     |
| 2010 | "Poker Face"     | Video nữ xuất sắc nhất           | Đề cử     |
| 2010 | "Poker Face"     | Ca khúc nhạc dance xuất sắc nhất | Đoạt giải |
| 2010 | "Poker Face"     | Ca khúc xuất sắc nhất            | Đề cử     |
| 2010 | "Video Phone"    | Hợp tác xuất sắc nhất            | Đề cử     |
| 2011 | "Born This Way"  | Video của năm                    | Đoạt giải |
| 2011 | "Born This Way"  | Video nữ xuất sắc nhất           | Đoạt giải |
| 2011 | "Born This Way"  | Video nhạc dance xuất sắc nhất   | Đoạt giải |
| 2014 | "ARTPOP"         | Video nhạc pop xuất sắc nhất     | Đoạt giải |

### Giải thưởng MTV O
| Năm  | Đề cử / Tác phẩm | Giải thưởng                                   | Kết quả   |
| ---- | ---------------- | --------------------------------------------- | --------- |
| 2011 | Lady Gaga        | Nghệ sĩ xuất sắc nhất                         | Đoạt giải |
| 2011 | Lady Gaga        | Nghệ sĩ được theo dõi nhiều nhất trên Twitter | Đoạt giải |
| 2011 | Lady Gaga        | Favorite Animated GIF                         | Đề cử     |
| 2011 | Lady Gaga        | Fan Army FTW                                  | Đề cử     |

### Giải thưởng Video âm nhạc của MTV
Lễ trao giải thưởng Video âm nhạc của MTV (MTV Video Music Awards hay VMAs) được tổ chức lần đầu vào cuối mùa hè năm 1984 để tôn vinh những video âm nhạc trong năm. Bắt đầu như bản sao của giải Grammy, MTV Video Music Awards giờ là một văn hóa quần chúng gây nhiều chú ý nhờ uy tín của giải. Giải thường xuyên được giới thiệu và truyền hình trực tiếp trên kênh MTV. Những địa điểm đã từng diễn ra lễ trao giải là New York, Los Angeles, Miami, và Las Vegas. Năm 2008, MTV Video Music Awards sẽ diễn ra tại Hollywood, Los Angeles, California ở Paramount Pictures Studios vào ngày 7 tháng 9. Lady Gaga đã giành được 15 giải thưởng trên tổng số 31 đề cử.
| Năm  | Đề cử / Tác phẩm                   | Giải thưởng                        | Kết quả   |
| ---- | ---------------------------------- | ---------------------------------- | --------- |
| 2009 | "Poker Face"                       | Video của năm                      | Đề cử     |
| 2009 | "Poker Face"                       | Video nữ xuất sắc nhất             | Đề cử     |
| 2009 | "Poker Face"                       | Video nhạc pop xuất sắc nhất       | Đề cử     |
| 2009 | "Poker Face"                       | Nghệ sĩ mới xuất sắc nhất          | Đoạt giải |
| 2009 | "Paparazzi"                        | Đạo diễn xuất sắc nhất             | Đề cử     |
| 2009 | "Paparazzi"                        | Sửa đổi xuất sắc nhất              | Đề cử     |
| 2009 | "Paparazzi"                        | Hiệu ứng đặc biệt xuất sắc nhất    | Đoạt giải |
| 2009 | "Paparazzi"                        | Quay phim xuất sắc nhất            | Đề cử     |
| 2009 | "Paparazzi"                        | Đồ họa xuất sắc nhất               | Đoạt giải |
| 2010 | "Bad Romance"                      | Video của năm                      | Đoạt giải |
| 2010 | "Bad Romance"                      | Video nữ xuất sắc nhất             | Đoạt giải |
| 2010 | "Bad Romance"                      | Video nhạc pop xuất sắc nhất       | Đoạt giải |
| 2010 | "Bad Romance"                      | Video nhạc dance xuất sắc nhất     | Đoạt giải |
| 2010 | "Bad Romance"                      | Đồ họa xuất sắc nhất               | Đoạt giải |
| 2010 | "Bad Romance"                      | Quay phim xuất sắc nhất            | Đoạt giải |
| 2010 | "Bad Romance"                      | Kĩ thuật xuất sắc nhất             | Đoạt giải |
| 2010 | "Bad Romance"                      | Đạo diễn xuất sắc nhất             | Đoạt giải |
| 2010 | "Bad Romance"                      | Sửa đổi xuất sắc nhất              | Đoạt giải |
| 2010 | "Bad Romance"                      | Hiệu ứng đặc biệt xuất sắc nhất    | Đề cử     |
| 2010 | "Telephone" (hợp tác nhất Beyoncé) | Video của năm                      | Đề cử     |
| 2010 | "Telephone" (hợp tác nhất Beyoncé) | Hợp tác xuất sắc nhất              | Đoạt giải |
| 2010 | "Telephone" (hợp tác nhất Beyoncé) | Biên đạo múa xuất sắc nhất         | Đề cử     |
| 2010 | "Video Phone" (với Beyoncé)        | Video nữ xuất sắc nhất             | Đề cử     |
| 2010 | "Video Phone" (với Beyoncé)        | Video nhạc pop xuất sắc nhất       | Đề cử     |
| 2010 | "Video Phone" (với Beyoncé)        | Hợp tác xuất sắc nhất              | Đề cử     |
| 2010 | "Video Phone" (với Beyoncé)        | Đồ họa xuất sắc nhất               | Đề cử     |
| 2010 | "Video Phone" (với Beyoncé)        | Biên đạo múa xuất sắc nhất         | Đề cử     |
| 2011 | "Born This Way"                    | Video nữ xuất sắc nhất             | Đoạt giải |
| 2011 | "Born This Way"                    | Video mang thông điệp ý nghĩa nhất | Đoạt giải |
| 2011 | "Judas"                            | Biên đạo múa xuất sắc nhất         | Đề cử     |
| 2011 | "Judas"                            | Đồ họa xuất sắc nhất               | Đề cử     |

## Giải thưởng Video của MuchMusic
Giải thưởng Video của MuchMusic là một lễ trao giải thưởng hàng năm của kênh truyền hình âm nhạc MuchMusic tại Canada. Lady Gaga đã giành được 3 giải thưởng trên tổng số 7 đề cử.
| Năm  | Đề cử / Tác phẩm                  | Giải thưởng               | Kết quả   |
| ---- | --------------------------------- | ------------------------- | --------- |
| 2009 | "Poker Face"                      | Video xuất sắc nhất       | Đoạt giải |
| 2009 | "Poker Face"                      | Video được ưa thích nhất  | Đề cử     |
| 2010 | "Telephone" (hợp tác với Beyoncé) | Video xuất sắc nhất       | Đề cử     |
| 2010 | "Telephone" (hợp tác với Beyoncé) | Video được ưa thích nhất  | Đề cử     |
| 2011 | "Judas"                           | Video xuất sắc nhất       | Đoạt giải |
| 2011 | "Born This Way"                   | Video được ưa thích nhất  | Đoạt giải |
| 2011 | "Alejandro"                       | Video được xem nhiều nhất | Đề cử     |

## Giải thưởng âm nhạc NRJ
Giải thưởng âm nhạc NRJ là một lễ trao giải âm nhạc hàng năm được thành lập vào năm 2000 do đài phát thanh NRJ hợp tác với các mạng lưới truyền hình TF1. Lady Gaga được đề cử 9 lần và đã nhận được 2 giải thưởng.
| Năm  | Đề cử / Tác phẩm                  | Giải thưởng               | Kết quả   |
| ---- | --------------------------------- | ------------------------- | --------- |
| 2010 | Lady Gaga                         | Nghệ sĩ đột phá của năm   | Đoạt giải |
| 2010 | The Fame                          | Album quốc tế của năm     | Đề cử     |
| 2010 | "Poker Face"                      | Ca khúc quốc tế của năm   | Đề cử     |
| 2011 | Lady Gaga                         | Nữ nghệ sĩ của năm        | Đề cử     |
| 2011 | Lady Gaga                         | Nghệ sĩ biểu diễn của năm | Đề cử     |
| 2011 | "Bad Romance"                     | Ca khúc quốc tế của năm   | Đề cử     |
| 2011 | "Telephone" (hợp tác với Beyoncé) | Hợp tác xuất sắc nhất     | Đề cử     |
| 2011 | "Telephone" (hợp tác với Beyoncé) | Video âm nhạc của năm     | Đoạt giải |
| 2012 | "Born This Way"                   | Video âm nhạc của năm     | Đề cử     |

## Giải thưởng khán giả bình chọn
Giải thưởng khán giả bình chọn là một lễ trao giải hàng năm được khán giả bình chọn từ những tác phẩm nghệ thuật âm nhạc được phổ biến nhất trên thế giới. Lady Gaga đã giành được 3 giải thưởng trên tổng số 11 đề cử.
| Năm  | Đề cử / Tác phẩm                  | Giải thưởng                         | Kết quả   |
| ---- | --------------------------------- | ----------------------------------- | --------- |
| 2010 | Lady Gaga                         | Nghệ sĩ đột phá được ưa thích nhất  | Đoạt giải |
| 2010 | Lady Gaga                         | Nghệ sĩ nhạc pop được ưa thích nhất | Đoạt giải |
| 2011 | Lady Gaga                         | Nữ nghệ sĩ được ưa thích nhất       | Đề cử     |
| 2011 | Lady Gaga                         | Nghệ sĩ nhạc pop được ưa thích nhất | Đề cử     |
| 2011 | "Telephone" (hợp tác với Beyoncé) | Video âm nhạc được ưa thích nhất    | Đề cử     |
| 2011 | "Telephone" (hợp tác với Beyoncé) | Ca khúc được ưa thích nhất          | Đề cử     |
| 2012 | Lady Gaga                         | Nữ nghệ sĩ được ưa thích nhất       | Đề cử     |
| 2012 | Lady Gaga                         | Nghệ sĩ nhạc pop được ưa thích nhất | Đề cử     |
| 2012 | Born This Way                     | Album được ưa thích nhất của năm    | Đoạt giải |
| 2012 | "The Edge of Glory"               | Ca khúc được ưa thích nhất          | Đề cử     |
| 2012 | "Judas"                           | Video âm nhạc được ưa thích nhất    | Đề cử     |

## Giải Premios Oye
Premios Oye! là một lễ trao giải âm nhạc được tổ chức hàng năm do học thuật Nacional de la Musica en México thành lập cho thành tích xuất sắc trong ngành công nghiệp ghi âm tại México. Lady Gaga đã nhận được hết 4 giải thưởng từ tổng số 6 đề cử.
| Năm  | Đề cử / Tác phẩm | Giải thưởng               | Kết quả   |
| ---- | ---------------- | ------------------------- | --------- |
| 2009 | The Fame         | Album của năm             | Đoạt giải |
| 2009 | The Fame         | Nghệ sĩ mới xuất sắc nhất | Đoạt giải |
| 2009 | "Poker Face"     | Thu âm của năm            | Đoạt giải |
| 2010 | The Fame Monster | Albmu của năm             | Đoạt giải |
| 2010 | "Alejandro"      | Ca khúc của năm           | Đề cử     |
| 2010 | "Bad Romance"    | Ca khúc của năm           | Đề cử     |
| 2011 | Born This Way    | Album của năm             | Đề cử     |

## Giải Q
Giải Q là một lễ trao giải thưởng âm nhạc hàng năm do tạp chí âm nhạc Q bầu chọn và được thành lập vào năm 1985 tại Vương quốc Anh. Lady Gaga đã nhận được một giải thưởng từ tổng số 5 đề cử.
| Năm  | Đề cử / Tác phẩm | Giải thưởng                       | Kết quả   |
| ---- | ---------------- | --------------------------------- | --------- |
| 2009 | Lady Gaga        | Nghệ sĩ đột phá                   | Đề cử     |
| 2009 | "Just Dance"     | Video xuất sắc nhất               | Đoạt giải |
| 2010 | Lady Gaga        | Phụ nữ xuất sắc nhất              | Đề cử     |
| 2010 | Lady Gaga        | Biểu diễn trực tiếp xuất sắc nhất | Đề cử     |
| 2011 | "Judas           | Video xuất sắc nhất               | Đề cử     |

## Giải Teen Choice
Teen Choice Awards được thành lập vào năm 1999 để tôn vinh thành tựu to lớn của những nghệ sĩ trong năm về lĩnh vực âm nhạc, phim ảnh, thể thao, truyền hình và được bầu chọn bởi những người trong độ tuổi từ 13 đến 19. Lady Gaga đã giành được ba giải thưởng trên tổng số 13 đề cử.
| Năm  | Đề cử / Tác phẩm | Giải thưởng                         | Kết quả   |
| ---- | ---------------- | ----------------------------------- | --------- |
| 2009 | "Just Dance"     | Ca khúc được bình chọn              | Đoạt giải |
| 2009 | "Poker Face"     | Đĩa đơn được bình chọn              | Đề cử     |
| 2009 | The Fame         | Album của nữ nghẹ sĩ được bình chọn | Đề cử     |
| 2009 | Lady Gaga        | Nữ nghệ sĩ được bình chọn           | Đề cử     |
| 2009 | Lady Gaga        | Nghệ sĩ đột phá được bình chọn      | Đề cử     |
| 2009 | Lady Gaga        | Vũ công được bình chọn              | Đề cử     |
| 2010 | Lady Gaga        | Nữ nghệ sĩ được bình chọn           | Đoạt giải |
| 2010 | Lady Gaga        | Biểu tượng thời trang (nữ)          | Đề cử     |
| 2010 | Lady Gaga        | Ngôi sao âm nhạc được bình chọn     | Đoạt giải |
| 2010 | "Bad Romance"    | Đĩa đơn được bình chọn              | Đề cử     |
| 2010 | "Telephone"      | Ca khúc được bình chọn              | Đề cử     |
| 2010 | The Fame Monster | Album nhạc pop được bình chọn       | Đề cử     |
| 2010 | "Alejandro"      | Ca khúc mùa hè được bình chọn       | Đề cử     |
| 2011 | Lady Gaga        | Nữ nghệ sĩ được bình chọn           | Đề cử     |
| 2011 | Lady Gaga        | Biểu tượng thời trang (nữ)          | Đề cử     |
| 2011 | "Born This Way"  | Ca khúc được bình chọn              | Đề cử     |

## Giải Virgin Media Music Awards
Virgin Media Music Awards là tên một loại giải thưởng âm nhạc được tổ chức hàng năm. Tên của những nghệ sĩ chiến thắng sẽ được công bố trên trang web chính thức của Virgin Media. Lady Gaga đã nhận được 8 giải thưởng trên tổng số 21 đề cử.

| Năm  | Đề cử / Tác phẩm                         | Giải thưởng                | Kết quả   |
| ---- | ---------------------------------------- | -------------------------- | --------- |
| 2009 | Lady Gaga                                | Shameless Publicity Seeker | Đoạt giải |
| 2009 | Lady Gaga                                | Best Newcomer              | Đề cử     |
| 2009 | Lady Gaga                                | Best Solo Female           | Đề cử     |
| 2009 | Lady Gaga                                | Twit of the Year           | Đề cử     |
| 2009 | Lady Gaga                                | Hottest Female             | Đề cử     |
| 2009 | The Fame                                 | Best Album                 | Đoạt giải |
| 2009 | "Just Dance" (hợp tác với Colby O'Donis) | Best Track                 | Đề cử     |
| 2010 | Lady Gaga                                | Hottest Female             | Đề cử     |
| 2010 | Lady Gaga                                | Best Live Act              | Đề cử     |
| 2010 | Lady Gaga                                | Best Solo Female           | Đề cử     |
| 2010 | Lady Gaga                                | Legend of the Year         | Đề cử     |
| 2010 | Lady Gaga                                | Shameless Publicity Seeker | Đề cử     |
| 2010 | Lady Gaga and Beyoncé                    | Best Collaboration         | Đoạt giải |
| 2010 | "Telephone" (hợp tác với Beyoncé)        | Best Video                 | Đề cử     |
| 2010 | "Telephone" (hợp tác với Beyoncé)        | Best Single                | Đề cử     |
| 2010 | "Alejandro"                              | Worst Song                 | Đề cử     |
| 2012 | Lady Gaga                                | Hottest Female             | Đoạt giải |
| 2012 | Lady Gaga                                | Best Solo Female           | Đoạt giải |
| 2012 | Born This Way                            | Best Album                 | Đoạt giải |
| 2012 | "Born This Way"                          | Best Video                 | Đoạt giải |
| 2012 | "Born This Way"                          | Best Track                 | Đoạt giải |

## Giải Video Âm nhạc Anh
UK Video Music Awards là một giải thưởng âm nhạc được tổ chức bởi hai trong số những thành viên chủ chốt trên trang web www.bugvideos.co.uk. Lady Gaga đã nhận được hai giải thưởng trên tổng số hai đề cử.
| Năm  | Đề cử / Tác phẩm | Giải thưởng         | Kết quả   |
| ---- | ---------------- | ------------------- | --------- |
| 2009 | "Paparazzi"      | Video xuất sắc nhất | Đoạt giải |
| 2010 | "Bad Romance"    | Video xuất sắc nhất | Đoạt giải |

## Giải Âm nhạc Thế giới
World Music Awards là một lễ trao giải thưởng âm nhạc quốc tế tổ chức hàng năm được thành lập vào năm 1989 để vinh danh các nghệ sĩ ghi âm dựa trên số liệu tiêu thụ sản phẩm trên toàn thế giới do Liên đoàn quốc tế của ngành công nghiệp ghi âm (IFPI) công bố. Lady Gaga đã nhận được năm giải thưởng từ tổng số năm đề cử.
| Năm  | Đề cử / Tác phẩm | Giải thưởng                                                  | Kết quả   |
| ---- | ---------------- | ------------------------------------------------------------ | --------- |
| 2010 | "Poker Face"     | Ca khúc xuất sắc nhất                                        | Đoạt giải |
| 2010 | "The Fame"       | Album xuất sắc nhất                                          | Đoạt giải |
| 2010 | Lady Gaga        | Nghệ sĩ nhạc Pop/Rock xuất sắc nhất                          | Đoạt giải |
| 2010 | Lady Gaga        | Nghệ sĩ mới xuất sắc nhất                                    | Đoạt giải |
| 2010 | Lady Gaga        | Nghệ sĩ có số lượng album/đĩa đơn bán chạy nhất (tại Hoa Kì) | Đoạt giải |